# Pont de Grand-Mère
Die Pont de Grand-Mère ist eine zweispurige Straßenbrücke über den Rivière Saint-Maurice bei dem heute zu Shawinigan gehörenden Ort Grand-Mère in der Provinz Québec in Kanada. Sie war seinerzeit die längste Hängebrücke Kanadas und die längste Hängebrücke der Welt mit Tragkabeln aus geschlagenen Drahtseilen anstatt der üblichen Paralleldrahtseile.

## Beschreibung
Ein erstes, 47 m langes Teilstück einer Stahlfachwerkbrücke wurde 1917 von der Papierfabrik Laurentide gebaut, um ihre Holztransporte zu erleichtern. Der Bau konnte jedoch nicht fortgesetzt werden, da die flussabwärts gebaute Staumauer den Wasserspiegel anhob.
Die Lösung des Problems war eine Hängebrücke nach den Plänen des New Yorker Ingenieurbüros Robinson & Steinman, die 1928 bis 1929 gebaut und am 1. Mai 1929 dem Verkehr übergeben wurde. Sie ist einschließlich der als Zufahrtsrampe benutzen Fachwerkbrücke (jedoch ohne die weit ins Land zurückreichenden Ankerseile) 337 m lang und hat eine Spannweite von 289 m. Einer der Pylone steht am Ende der Zufahrtsrampe im Flussbett, der andere auf dem anderen Ufer. Deshalb hängt nur der Fahrbahnträger zwischen den Pylonen an den Tragseilen. Dem Stil der damaligen Zeit entsprechend sind die stählernen Pfeiler der Pylone mit diagonalen Streben versteift. Der Fahrbahnträger besteht aus einem gegenüber späteren Brücken noch vergleichsweise hohen Fachwerkträger. Um Kosten zu sparen, wurden die Tragkabel nicht aus einzelnen Drähten im Luftspinnverfahren gefertigt. Stattdessen wurden mehrere, von John A. Roebling’s Sons Company gelieferte, geschlagene Drahtseile auf die Pylone gehängt und zu Tragkabeln zusammengepresst und ummantelt. Steinman wiederholte dieses hier erstmals eingesetzte Verfahren später u. a. bei der Waldo-Hancock Bridge. Die Fachwerkrampe ist in den letzten Jahren durch eine Stahlbetonplatte ersetzt worden.
Die in dem für David B. Steinman typischen Grün gestrichene Brücke ermöglichte die Verlängerung der heutigen Straße QC-155 bis zu dem 120 km weiter nördlich gelegenen La Tuque, was zur wirtschaftlichen Belebung von Grand-Mère führte.